# Грасіела Велес
Грасіела Велес (ісп. Graciela Vélez; нар. 29 червня 1977) — колишня мексиканська тенісистка.
Найвищу одиночну позицію світового рейтингу — 353 місце досягла 20 лютого 1995, парну — 331 місце — 17 жовтня 1994 року.
Здобула 1 одиночний та 2 парні титули.

## Фінали ITF

### Одиночний розряд: 2 (1–1)
| Результат | Ранг | Дата            | Турнір                         | Покриття | Суперниця    | Рахунок  |
| --------- | ---- | --------------- | ------------------------------ | -------- | ------------ | -------- |
| Перемога  | 1.   | 25 вересня 1994 | Гвадалахара (Мексика), Мексика | Тверде   | Карін Пальме | 6–2, 6–3 |
| Поразка   | 1.   | 5 жовтня 2003   | Гвадалахара (Мексика), Мексика | Ґрунт    | Карла Тіене  | 4–6, 1–6 |

### Парний розряд: 5 (2–3)
| Результат | Ранг | Дата            | Турнір                         | Покриття | Партнерка      | Суперниці                                  | Рахунок       |
| --------- | ---- | --------------- | ------------------------------ | -------- | -------------- | ------------------------------------------ | ------------- |
| Поразка   | 1.   | 18 жовтня 1993  | Чіуауа (місто), Мексика        | Тверде   | Monica Bonilla | Soňa Málková Тяша Єзерник                  | 6–7(1–7), 1–6 |
| Поразка   | 2.   | 25 вересня 1994 | Гвадалахара (Мексика), Мексика | Тверде   | Сумара Пассус  | Арансасу Гальярдо Ana Paola González       | 4–6, 2–6      |
| Перемога  | 1.   | 26 серпня 1996  | Сан-Сальвадор, Сальвадор       | Ґрунт    | Нурія Ньємес   | Джоанн Мур Крістін Курт                    | 7–5, 1–6, 6–1 |
| Поразка   | 3.   | 23 березня 1997 | Victoria, Мексика              | Тверде   | Карін Пальме   | Paola Arrangoiz Аліна Жидкова              | 7–5, 0–6, 2–6 |
| Перемога  | 2.   | 14 червня 2002  | Пачука-де-Сото, Мексика        | Ґрунт    | Еріка Кларке   | Селесте Контін Ана Лусія Мільяріні де Леон | 6–0, 6–1      |